# Gnarls Barkley
Gnarls Barkley is een Amerikaanse muziekgroep bestaande uit Brian Burton (alias Danger Mouse) en Thomas Callaway (alias Cee Lo Green). Het duo werd bekend in 2006 door de single Crazy. De muziek van Gnarls Barkley valt te omschrijven als een mengeling van hiphop, funk en soul.

## Biografie
De groep werd internationaal bekend na het uitbrengen van hun debuutsingle Crazy. De plaat werd onder meer populair doordat deze veel werd gedraaid op de Britse BBC Radio 1 door Trevor Nelson en Zane Lowe, sinds het einde van 2005. Op 3 april 2006 werd het nummer officieel uitgebracht, nadat het al eerder als download was aangeboden. Het nummer schreef geschiedenis omdat het als eerste een nummer 1-positie verwierf in de hitlijsten alleen door het aantal downloads.
Het debuutalbum St. Elsewhere kwam op 24 april 2006 in het Verenigd Koninkrijk uit op het Warner Music-label en op 9 mei van hetzelfde jaar in de Verenigde Staten op het Atlantic Records/Downtown Records-label.

## Discografie

### Albums
| Album met eventuele hitnotering(en) in de Nederlandse Album Top 100 | Datum van verschijnen | Datum van binnenkomst | Hoogste positie | Aantal weken | Opmerkingen |
| ------------------------------------------------------------------- | --------------------- | --------------------- | --------------- | ------------ | ----------- |
| St. Elsewhere                                                       | 2006                  | 13-05-2006            | 7               | 27           |             |
| The odd couple                                                      | 2008                  | 05-04-2008            | 60              | 4            |             |

| Album met hitnotering(en) in de Vlaamse Ultratop 200 albums | Datum van verschijnen | Datum van binnenkomst | Hoogste positie | Aantal weken | Opmerkingen |
| ----------------------------------------------------------- | --------------------- | --------------------- | --------------- | ------------ | ----------- |
| St. Elsewhere                                               | 2006                  | 27-05-2006            | 4               | 37           |             |
| The odd couple                                              | 2008                  | 05-04-2008            | 26              | 9            |             |

### Singles
| Single met eventuele hitnotering(en) in de Nederlandse Top 40 | Datum van verschijnen | Datum van binnenkomst | Hoogste positie | Aantal weken | Opmerkingen |
| ------------------------------------------------------------- | --------------------- | --------------------- | --------------- | ------------ | ----------- |
| Crazy                                                         | 2006                  | 06-05-2006            | 3               | 24           |             |
| Smiley faces                                                  | 2006                  | 02-09-2006            | tip3            | -            |             |
| Gone daddy gone                                               | 2006                  | -                     |                 |              |             |
| Run                                                           | 2008                  | -                     |                 |              |             |

| Single met hitnotering(en) in de Vlaamse Ultratop 50 | Datum van verschijnen | Datum van binnenkomst | Hoogste positie | Aantal weken | Opmerkingen |
| ---------------------------------------------------- | --------------------- | --------------------- | --------------- | ------------ | ----------- |
| Crazy                                                | 2006                  | 13-05-2006            | 3               | 26           | Goud        |
| Smiley faces                                         | 2006                  | 30-09-2006            | 33              | 8            |             |
| Run                                                  | 2008                  | 22-03-2008            | tip6            | -            |             |

### NPO Radio 2 Top 2000
| Nummer met noteringen in de NPO Radio 2 Top 2000 | '09  | '10  | '11  | '12  | '13  | '14  | '15  | '16  | '17  | '18  |
| ------------------------------------------------ | ---- | ---- | ---- | ---- | ---- | ---- | ---- | ---- | ---- | ---- |
| Crazy                                            | 1811 | 1604 | 1825 | 1508 | 1462 | 1621 | 1601 | 1662 | 1766 | 1731 |

1. ↑  Een vetgedrukt getal geeft de hoogste notering aan.
2. ↑  2009 was het eerste jaar met een notering voor dit nummer.
3. ↑  Deze tabel is bijgewerkt tot en met de laatste editie (2024).